# Eleccions al Dáil Éireann de 1973

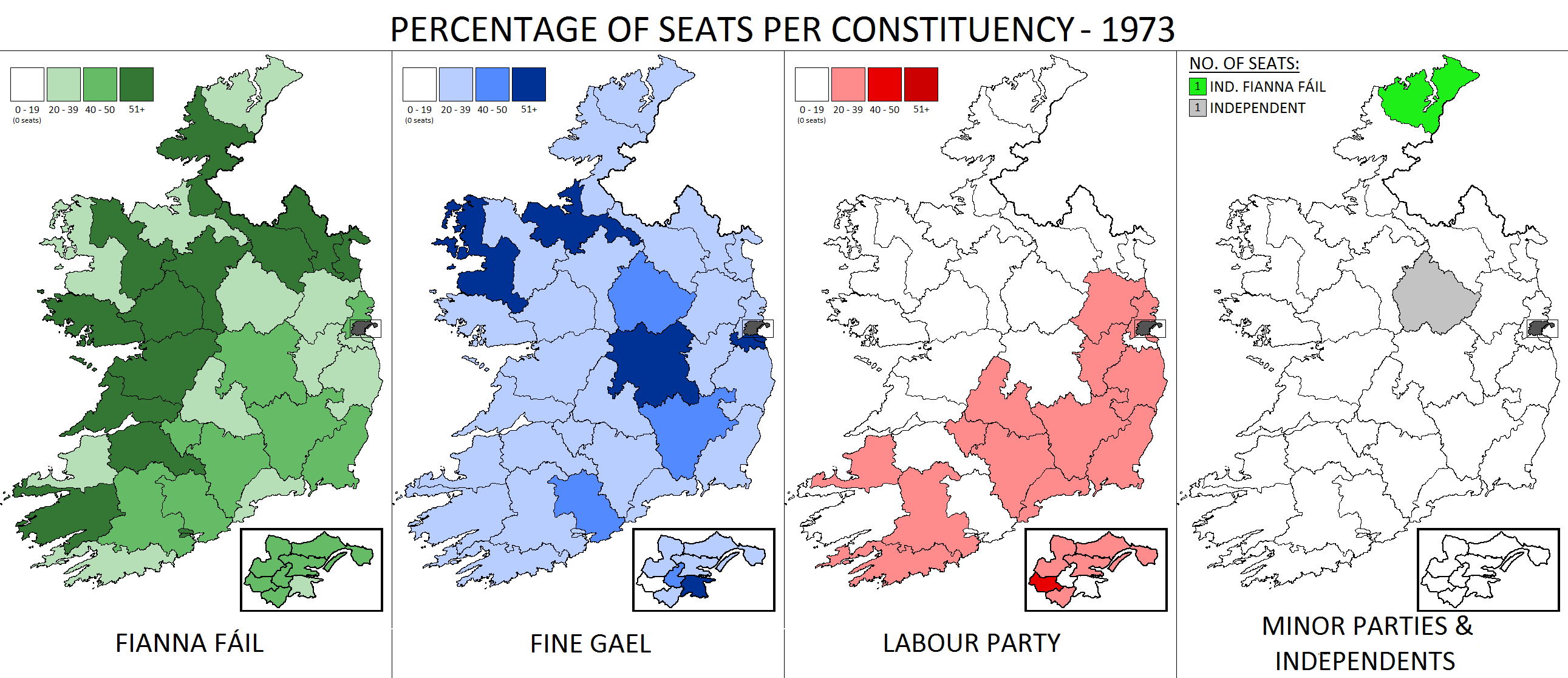
Resultats per circumscripcions i partits

Les eleccions al Dáil Éireann de 1973 es van celebrar el 28 de febrer de 1973 per a renovar els 144 diputats del Dáil Éireann. Va guanyar el Fianna Fáil però va perdre molta força a causa del fet que portava molts anys en el govern i a la crisi de les armes, que li va fer perdre popularitat; es formà un govern de coalició de Fine Gael amb els laboristes presidit per Liam Cosgrave.

## Resultats
| Partit       | Líder          | Vot popular | %     | Escons |
| Fianna Fáil  | Jack Lynch     |             | 46,2% | 68     |
| Fine Gael    | Liam Cosgrave  |             | 35,1% | 54     |
| Laboristes   | Brendan Corish |             | 13,7% | 19     |
| Independents |                |             | 5%    | 2      |